# Плодородность
Плодородность почвы — критерий, по которому определяют её пригодность для каких-либо сельскохозяйственных культур. Плодородная почва содержит огромное количество питательных веществ, таких как азот, фосфор, калий, медь, магний, сера, цинк и многие другие. Основа плодородных почв — гумус. В лучших по плодородности почвах его содержится до 10 %.
Чтобы поддерживать плодородие почв необходимо следить за следующими факторами:
1. влажность грунта,
2. общее количество осадков + ирригация,
3. суммарное испарении, для убеждения в том, что присутствует общее увеличение количество воды в течение года,
4. качество ирригационной воды ведь накопление натрия может отрицательно сказаться на растении,
5. уровень грунтовых вод.

Ежегодно из сельскохозяйственного использования выпадает 6-12 млн га, тогда как вновь осваиваемые земли составляют только 4-5 млн га. Кроме того, известно, что 9/10 суши имеет серьезные ограничения для развития сельского хозяйства чисто природного характера — климатические (засухи), почвенные, гидрологические, гляциологические (вечная, т.е. многолетняя, мерзлота). Наибольшие площади таких неблагоприятных земель имеют Азия, Австралия, Южная Америка и Африка. Гораздо лучше в этом отношении ситуация в Европе и Северной Америке. В итоге сельскохозяйственная освоенность (доля сельскохозяйственных угодий от общей площади суши) в настоящее время выше всего в Австралии и Океании (58%), Европе (47%) и Азии (42%). Среди стран с наибольшими массивами сельскохозяйственных земель — КНР (496 млн га), Австралия (465), США (427) и Россия (210 млн га).
В связи с современным большим использованием, почва становится менее плодородной, сокращается и площадь земель не засоленных и неопустыненных.
Такие проблемы достигли больших масштабов в Краснодарском и Ставропольском краях. Половину населенных земель составляют засушливые регионы для которых жизненно важны лесные насаждения от пыльных и песчаных бурь.
В древности велись войны в основном за землю и воду, обеспечивая благосостояние государств, однако все большее значение приобретает трудовой и технологический потенциал при обработке земли. Пастбищное животноводство более продуктивно в среднеразвитых промышленно странах.
Страны, обладающие наибольшей площадью плодородных земель от общей территории — Куба, Уругвай, Венгрия, Мозамбик и Таиланд. Самыми плодородными считаются аллювиальные почвы (Дельта Нила, Бангладеш, Бенилюкс, Хуанхэ, Янцзы)  и степи от Дуная до Амура.
В 90-е годы XX века ряд ученых из различных стран составил список стран, способных прокормить наличествующее тогда население Земли: Австралия, Аргентина, Бразилия, Индия, Канада, Китай, Конго, Россия и США.
В связи с увеличившимся населением Земли; Аргентина, Канада, Конго и Россия уже не способны, обеспечить продовольствием население более чем 190 стран Мира, лишь собственными возможностями.
По другим данным, только США и Бразилия способны в одиночку прокормить присутствующее население Земли.